# Arc-en-Barrois
Arc-en-Barrois település Franciaországban, Haute-Marne megyében. Lakosainak száma 688 fő (2022. január 1.). Arc-en-Barrois Giey-sur-Aujon, Richebourg, Aubepierre-sur-Aube, Bugnières és Cour-l’Évêque községekkel határos.

## Népesség
A település népességének változása:
| Lakosok száma | 801  | 1033 | 874  | 789  | 806  | 789  | 743  | 729  | 723  | 688  |
|               | 1968 | 1982 | 1990 | 2006 | 2013 | 2015 | 2017 | 2019 | 2020 | 2022 |